# Paul Hermann (componist)

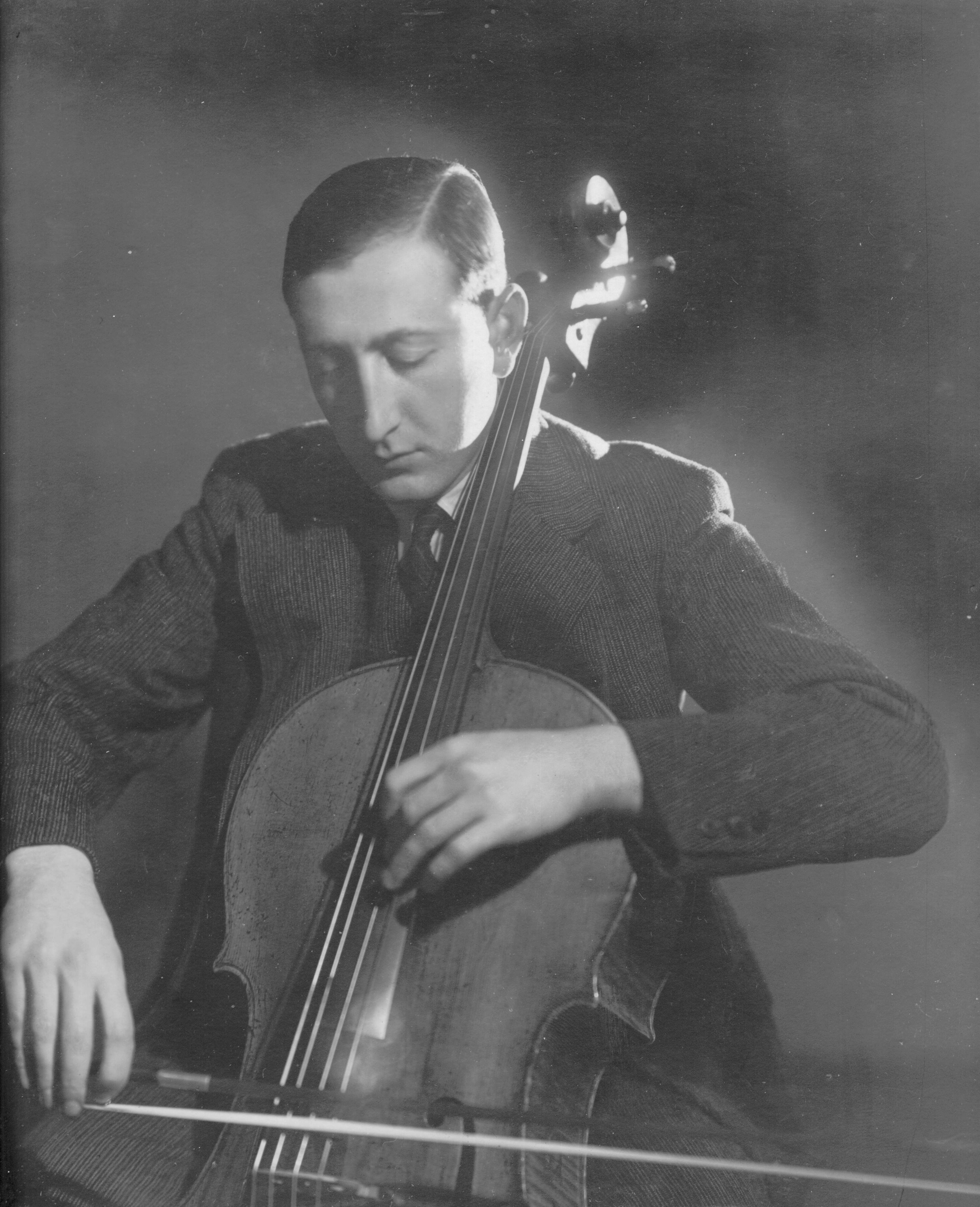
Pál Hermann

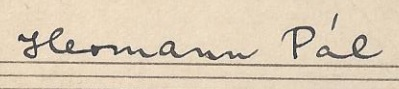
handtekening Pál Hermann

Paul Hermann (of ook Pál Hermann of Pal Hermann) (Boedapest, 27 maart 1902 - onbekend, 1944) was een Hongaarse componist en cellist.

## Biografie
Pál Hermann werd geboren in Boedapest, Hongarije, op 27 maart 1902 en kwam uit een Joodse familie. Over zijn vroege jeugd is niet veel meer overgeleverd dan een anekdote: hij was alleen bereid om te studeren voor zijn pianolessen als hij voor elke gestudeerde etude een cent zou krijgen. Hij studeerde van 1915–1919 aan de Franz Liszt Muziekacademie in Boedapest en ontwikkelde daar nauwe relaties, zowel muzikaal en persoonlijk, met zijn compositie leraren Béla Bartók en Zoltán Kodály, violist Zoltán Székely, en pianisten Géza Frid en Lili Kraus.
Aan de Franz Liszt Muziekacademie studeerde hij cello bij Adolf Schiffer en de beginselen van het componeren onder Leo Weiner, die ook zijn leraar voor kamermuziek was. Al tijdens zijn studie was Hermann een veel gevraagd musicus binnen en buiten de Liszt Academie en zijn virtuoze persona werd eminent. Hij begon zijn internationale cellocarrière op 16-jarige leeftijd, toen hij als solist op de meest prestigieuze podia in Europa ging spelen. Hermann voelde terecht dat het niet nodig was om zijn studie aan de Liszt Academie af te maken, maar bewaarde altijd een uitstekende verstandhouding met al zijn leraren en collega's aldaar.
Hermann gaf celloles op de Volksmusikschule Berlin-Süd (nu de Musikschule Paul Hindemith Neukölln) in Berlijn van 1929 tot 1934. Echter toen het politieke klimaat in Berlijn veranderde in die jaren, met name voor de Joden, en dreigender werd, besloot hij om zich in Brussel te vestigen (1934-1937), vervolgens in Parijs (1937-1939) en uiteindelijk in het zuiden van Frankrijk (1939-1944). Daar hij onder dook in een boerderij in de buurt van Toulouse bij de Franse tak van de familie de Graaf-Weevers. Gedurende deze periode van vervolging componeerde Hermann twee melodieën voor zangstem en piano (La Ceinture, opgedragen aan Loes Weevers, en Dormeuse), een lied voor zangstem en orkest (Ophélie, orkestratie ontbreekt) en een cello/piano sonata. Hij vond de eenzaamheid van zijn verborgen leven op de boerderij moeilijk en ging zo nu en dan naar Toulouse om les te geven en vrienden te ontmoeten, het risico te worden ontdekt door de nazi-politie aanvaardend.

## Composities
Hermann liet een klein aantal composities na, die nu in het publiek domein zijn in Europa.
- Grand Duo, pour violon et violoncelle (1929–30)
- Duo pour violon et violoncelle (1920, opgedragen aan Zoltán Székely)
- Trio à cordes (1921)
- Toccata, pour piano (1936)
- Quatre Épigrammes, pour piano (1934)

Trois mélodies sur des textes d'Arthur Rimbaud et de Paul Valéry, extrait de Charmes (1934–39).
- OphéliePaul van Gastel, tenor, Paolo Orlandi, piano
- La Ceinture
- La Dormeuse

## Einde
In februari 1944 gedurende een dergelijk bezoek werd hij inderdaad opgepakt tijdens een straatrazzia en afgevoerd naar het concentratiekamp Drancy, en gedeporteerd naar het interneringskamp van Drancy; op 15 mei 1944 werd hij op transport gezet naar de Baltische staten met het 73ste konvooi. Daarna ontbreekt elk levensteken.